# Montefrío
Montefrío é um município da Espanha na província de Granada, comunidade autónoma da Andaluzia, de área 254 km² com população de 6400 habitantes (2007) e densidade populacional de 25,87 hab/km².
Esta povoação ficou famosa juntos dos japoneses quando em 1983 o professor Yoki Oyama expôs umas fotografias deste lugar no Japão. Em 2015 a revista National Geographic inclui-a na sua lista das aldeias com melhores vistas do mundo. Recebe muitíssimos visitantes, entre eles numerosos japoneses.

## Demografia
| Variação demográfica do município entre 1991 e 2004 | Variação demográfica do município entre 1991 e 2004 | Variação demográfica do município entre 1991 e 2004 | Variação demográfica do município entre 1991 e 2004 |
| --------------------------------------------------- | --------------------------------------------------- | --------------------------------------------------- | --------------------------------------------------- |
| 1991                                                | 1996                                                | 2001                                                | 2004                                                |
| 8183                                                | 7426                                                | 6453                                                | 6568                                                |

## Património
- Fortaleza árabe
- Igreja da vila